# Rio Creaca
O Rio Creaca é um rio da Romênia, afluente do Ortelec, localizado no distrito de Sălaj.